# 农维利耶-格朗杜
农维利耶-格朗杜（法語：Nonvilliers-Grandhoux，法語發音：[nɔ̃vilje ɡʁɑ̃du]）是法国厄尔-卢瓦省的一个市镇，属于诺让勒罗特鲁区。该市镇于1836年由原市镇农维利耶（Nonvilliers）和格朗杜（Grandhoux）合并而成。

## 地理
农维利耶-格朗杜（48°20'33"N, 1°10'20"E）面积21.61 平方千米，位于法国中央-卢瓦尔河谷大区厄尔-卢瓦省，该省份为法国北部内陆省份，北起顺时针与厄尔省、伊夫林省、埃松省、卢瓦雷省、卢瓦-谢尔省、萨尔特省和奧恩省接壤。
与农维利耶-格朗杜接壤的市镇（或旧市镇、城区）包括：莱科尔韦-莱西斯、圣埃芒。
农维利耶-格朗杜的时区为UTC+01:00、UTC+02:00（夏令时）。

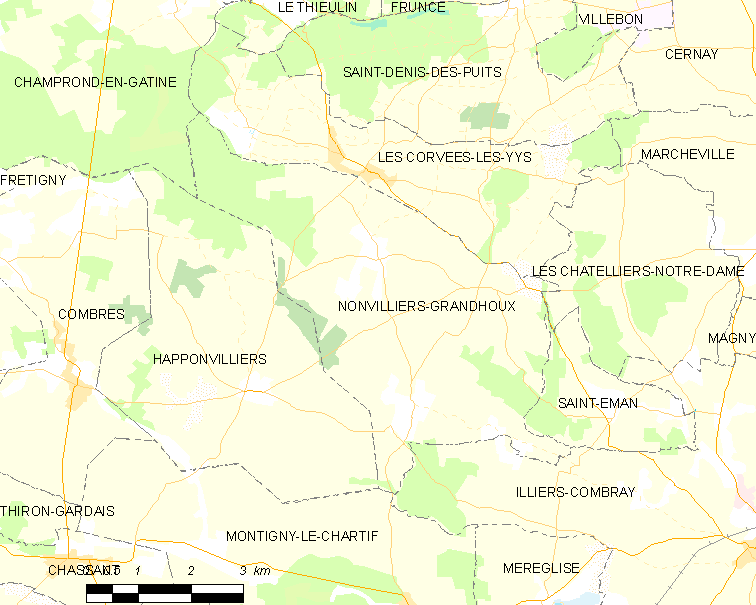
农维利耶-格朗杜的OSM定位图

## 行政
农维利耶-格朗杜的邮政编码为28120，INSEE市镇编码为28282。

## 政治
农维利耶-格朗杜所属的省级选区为诺让勒罗特鲁县。

## 人口

1962-2008年间农维利耶-格朗杜人口变化图示

农维利耶-格朗杜于2022年1月1日时的人口数量为431人。